# Roger-Arnould Rivière
Roger-Arnould Rivière, né à Tarare le 21 mars 1930 et mort à Lyon le 16 septembre 1959 est un poète français.

## Biographie
Roger-Arnould Rivière contacte Pierre Seghers au début des années 1950 pour qu'il publie son premier recueil de poèmes intitulé Entre cri et silence. Ce dernier le refuse, et Rivière trouve chez José Millas-Martin et sa revue Paragraphes, l'occasion de faire paraître un premier ouvrage, tiré de son premier manuscrit, Masque pour une ordalie (1953). C'est l'unique livre publié du vivant de cet auteur, qui fut salué par André Breton. Le poète fréquente à Lyon où il réside alors, plusieurs amis, par lesquels Raymond Busquet, Bernard Dumontet (1929-2022), Henri Gougaud, Bernard Lesfargues. Professeur d'anglais au lycée Ampère, Rivière est très marqué par la poésie de Dylan Thomas. Pour les élections législatives de 1958, il se présente sur les listes de l'Union de la gauche socialiste à Roanne, sans succès,. 
Il se suicide par le gaz le 16 septembre 1959 dans son appartement à Lyon, situé au 91 montée de l’Observance.

## Œuvre
- Masques pour une ordalie, Paragraphes / Éditions Millas-Martin, 1953.
- Poésies complètes, Guy Chambelland, 1963 ; rééd. 1975.
- Notice de Raymond Busquet, in: Pierre Seghers, Poètes maudits d'aujourd'hui[3], Seghers, 1972 ; 2e éd. 1977.